# Pedro Ciruelo

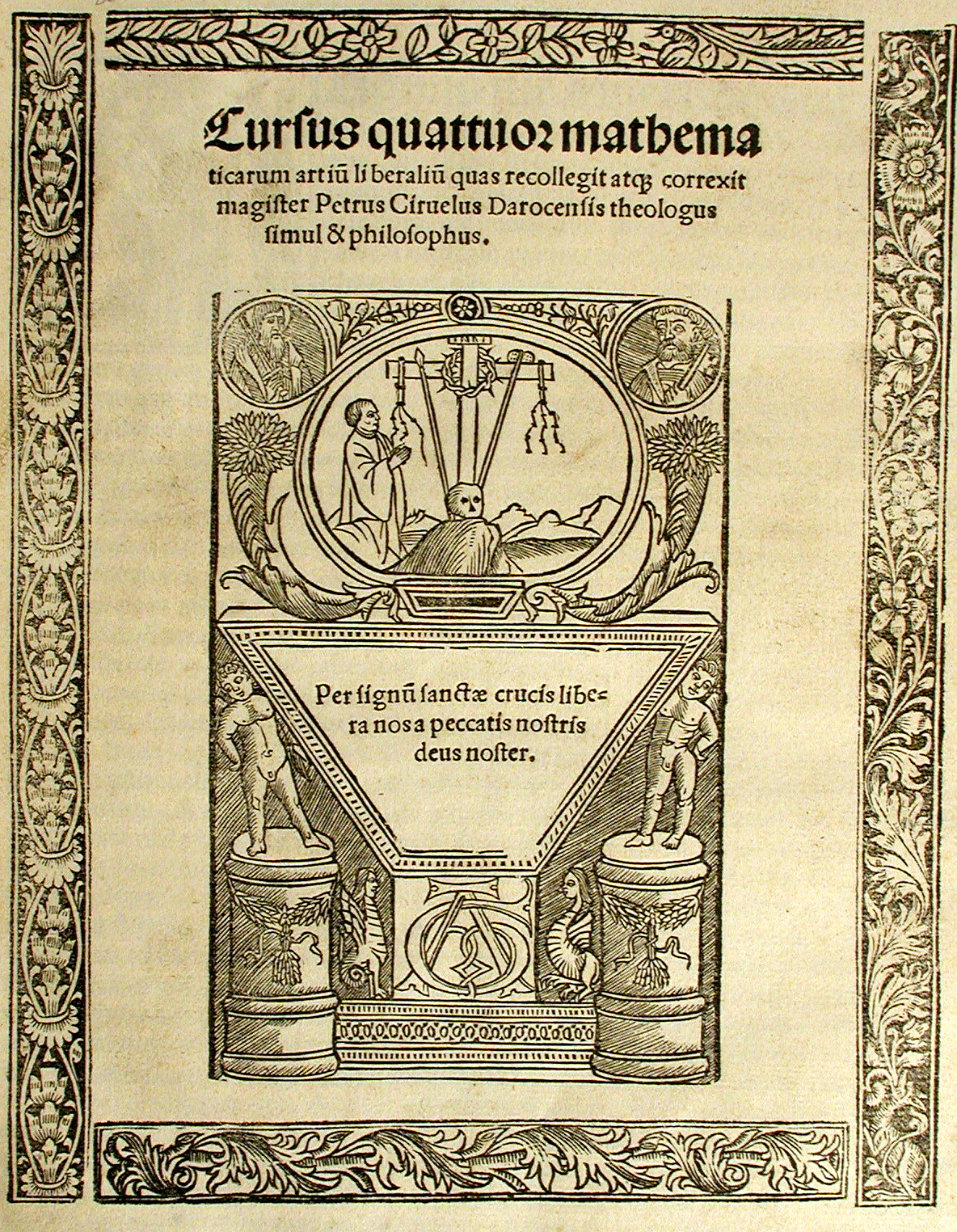
Cursus quattuor mathematicarum artium liberalium... (Alcalá de Henares, Arnao Guillén de Brocar, 1516).

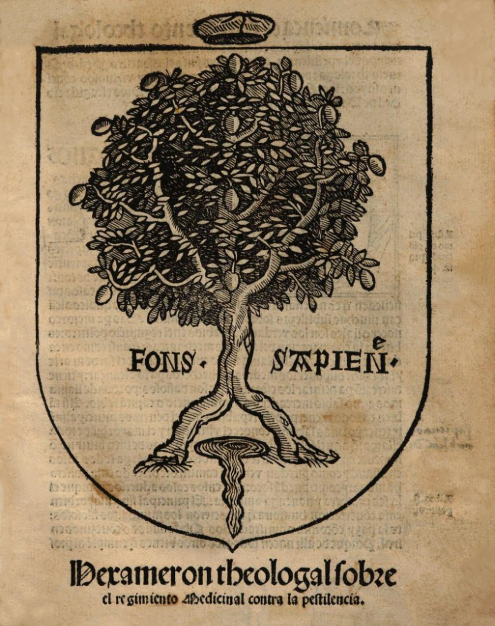
Hexameron theologal sobre el regimiento medicinal contra la pestilencia (Alcalá de Henares, Arnao Guillén de Brocar, 1519).

Pedro Sánchez Ciruelo (n. 1470 la Daroca - d. 1548 la Salamanca) a fost un matematician și teolog spaniol.
A studiat la Salamanca, iar la Paris matematica și filozofia, unde a stat 10 ani.
În 1510, la reîntoarcerea în Spania i s-a încredințat o catedră de științe matematice la Colegiul Saint-Íldefonse, la Alcalá.
A fost numit canonic la biserica Segoire, iar mai târziu la Salamanca.
Ciruelo a fost educatorul lui Filip al II-lea, fiul lui Carol Quintul.
Activitatea sa științifică se concretizează în primul rând în lucrări de aritmetică, astronomie și astrologie.
A combătut principiile astrologiei, mai ales cele emise de Pico della Mirandola, arătând că acestea se bazează pe superstiții condamnabile.
Ciruelo a contribuit foarte mult la răspândirea științelor exacte în secolul în care a trăit.

## Scrieri
- 1502: Aritmetica speculativă a lui Th. Brawardini, revăzută și completată
- 1523: Introductio Astrologica
- Astronomia după Fernández de Navarrate.

Ciruelo a editat și lucrarea Sphère a lui Sacrobosco, cu un comentariu savant dedicat lui D. Jaine Ramirez de Gusman, retipărit de Universitatea din Alcalá în 1526.
1. 1 2  Autoritatea BnF, accesat în 10 octombrie 2015
2. 1 2  Pedro. Maestro Ciruelo Sánchez Ciruelo, Diccionario biográfico español, accesat în 9 octombrie 2017
3. ↑  Pedro Ciruelo, Gran Enciclopèdia de la Música